# Fien Muller
Fien Muller (née en 1978 à Lokeren) est une photographe, sculptrice et designer belge. Depuis 2011 elle travaille en collaboration avec Hannes Van Severen dans le cadre de Muller Van Severen.

## Biographie
Fien Muller est la fille de l’artiste peintre Koen Muller et sa famille est connue dans le milieu des antiquaires. Elle étudie d'abord la photographie à l'Académie des beaux-arts de Gand, puis opte pour le cours de sculpture, trouvant la création en 3 dimensions plus intéressante. Elle y rencontre Hannes Van Severen, le fils du designer Maarten Van Severen. Ils se marient et ont deux filles. Ils vivent et travaillent à Gand.
Fien Muller travaille d'abord comme sculptrice. Souvent, elle travaille en modifiant et transformant des objets. Elle tord des escaliers en béton en spirales, les entasse en grand nombre dans une pièce ou compose des natures mortes avec des objets collectés.
En 2011, la galerie de design anversoise Valerie Traan lui propose de participer à une exposition en collaboration avec un autre artiste. Elle conçoit alors une série d'objets fonctionnels avec Hannes Van Severen en commençant par une table avec une lampe intégrée emblématique : une table carrée dont un pied en acier tubulaire se transforme en lampadaire, de façon à éclairer le plateau. Elle est déjà représentative de leur style : le trait ultrafin, le métal, la couleur et la multifonctionnalité.
Cette exposition marque le début de leur collaboration. Ils s'associent pour fonder Muller Van Severen et produire une collection à mi-chemin entre art et design, d'objets intéressants pour leur forme, leur intégration dans l'espace et l'utilisation audacieuse de la couleur,. 
Leur travail rencontre un succès immédiat au niveau international. Ils remportent de nombreux prix et collaborent avec des musées prestigieux (Vitra Museum, Centre Pompidou , Musée d'Art Décoratif de Paris...) et des galeries (Galerie Kreo, Side Gallery, Valerie Traan Gallery).
Fien Muller et Hannes Van Severen sont spécialisés dans les pièces uniques, fonctionnelles destinées aux galeries d'art mais fabriquent aussi des objets en plus grande série. Toutes les pièces de leur marque sont fabriquées à petite échelle par des artisans qualifiés, en privilégiant la production durable et locale. Leur mobilier convient aussi bien à un logement personnel qu'à une galerie, avec des pièces uniques fusionnant de multiples fonctions pour former des objets complexes qui ressemblent un peu à des installations : une bibliothèque-fauteuil, un fauteuil-chaise longue-lampe... 
La fascination pour les matériaux, leur sens de la couleur et des proportions, leur affinité avec l’espace architectural et leur intérêt pour les formes sculpturales leur permet de créer un univers personnel et innovant avec de nouvelles façons d’utiliser le mobilier. Il en résulte une conception fonctionnelle et unique de l’environnement quotidien, imprégnée de poésie. 
En 2016, ils collaborent avec petit h, le laboratoire d'upcycling créé par Hermès pour l'utilisation des chutes de cuir et conçoivent l'étagère Vague de cuir.
En 2020, Fien Muller et Hannes Van Severen conçoivent une collection de tables, luminaires et chandeliers pour la marque de design danoise Hay,.
Un accord avec l’éditrice belge Valérie Objects assure désormais la production et la diffusion de leur travail. 

« La poésie est possible jusque dans l’industriel »

— Fien Muller

## Expositions
- 2012 : Object Rotterdam, Rotterdam[13], Biennale de design intérieur, Courtrai[14]
- 2013 : London Design Festival 2013[15]
- 2014 : Contrast Control, Galerie Kreo, Paris, Londres [8],[12]
- 2015 : Muller Van Severen, Palais des beaux-arts, Bruxelles, premier solo show à Bruxelles[16]
- 2017 : L'Odyssée fantôme, paysages pour demain, Agora biennale Bordeaux[17]
- 2018 : Fireworks, Galerie Valerie Traan, Anvers[18]
- 2020 : Design ! Muller Van Severen, Villa Cavrois, Croix[19]
- 2021-2022 : Ten years Muller-Van Severen in dialogue with the collection, Musée du design, Gand

## Distinctions
- 2013 : Meilleur design de l'année par le Design Museum de Londres[15] ,
- 2015 : Prix du Designer de l'année, Belgique [20].
- 2020 : Wallpaper Design Award du meilleur design domestique pour la cuisine Match (Reform)[21]
- 2020 : Edida award pour la cuisine Match (Reform)[22]